# Tengyeling
| Tibetische Bezeichnung                                                    |
| ------------------------------------------------------------------------- |
| Tibetische Schrift: བསྟན་རྒྱས་གླིང་                                            |
| Wylie-Transliteration: bstan rgyas gling                                  |
| Offizielle Transkription der VRCh: Daingyailing                           |
| THDL-Transkription: Tengyeling                                            |
| Andere Schreibweisen: Tengye Ling, Tängyäling, Tänjäling                  |
| Chinesische Bezeichnung                                                   |
| Traditionell: 丹結林、丹傑林、丹吉林寺、 闡宗寺、廣法寺                   |
| Vereinfacht: 丹结林、丹杰林、丹吉林寺、Dēngjiélín 登结林、 阐宗寺、广法寺 |
| Pinyin:Dānjiélín, Dānjiélín, Dānjílín Sì, Chǎnzōng Sì, Guǎngfǎ Sì         |

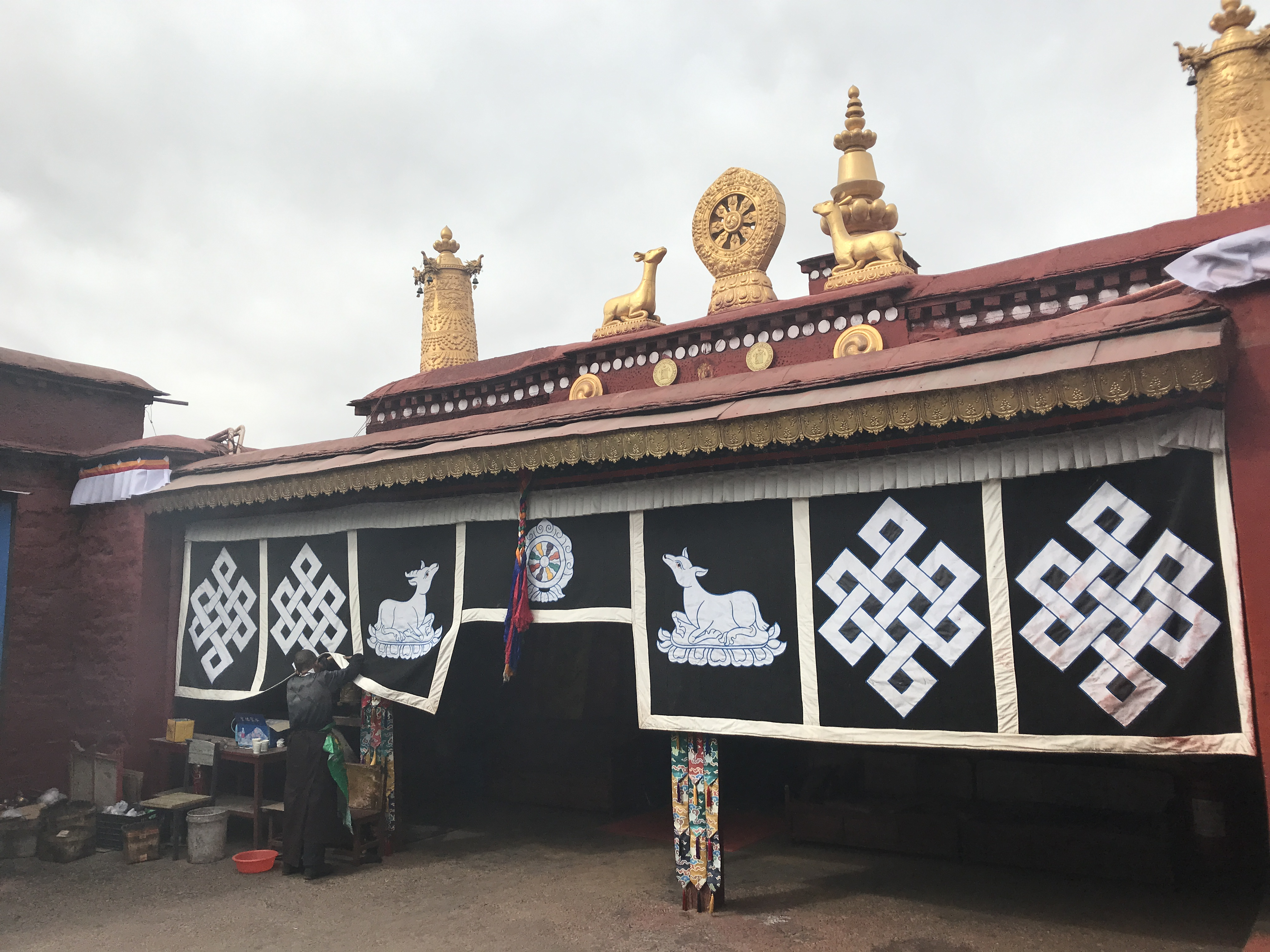
Tengyeling (2018)

Tengyeling war ein Kloster der Gelug-Schule des tibetischen Buddhismus in der Innenstadt von Lhasa.
Tengyeling wurde im 18. Jahrhundert von Ngawang Jampel Deleg Gyatsho (ngag dbang dge legs rgya mtsho; 1722–1777), dem 6. Demo Hutuktu, erbaut. Der Tempel befindet sich auf der Südwestseite des Jokhang, an der Nordseite des Krankenhauses für traditionelle tibetische Medizin. Es war der bedeutendste und früheste der Vier Regentschaftstempel (gling bzhi) und traditionelle Residenz der Demo Hutuktus (Residenz Demo Labrang) in Lhasa.
Der vierte Demo Hutuktu bzw. Demo Rinpoche Lhawang Geleg Gyeltshen (1631–1668) hatte enge Beziehungen zum 5. Dalai Lama unterhalten. Der 6. Demo Rinpoche war Regent (chin. shèzhèng 攝政) von Tibet (reg. 1757–1777), ebenfalls der 7. (reg. 1811–1819) und 9. (reg. 1886–1895). Der 10. Demo Rinpoche, Tendzin Gyatsho, ein Neffe des 13. Dalai Lama, wurde 1901 geboren.
1899, während der Herrschaft des dritten (und letzten) Demo-Regenten, vier Jahre nach der Inthronisierung des 13. Dalai Lama, wurde Norbu Tsering, der Demo-Gutsverwalter, eines Versuches beschuldigt, den Dalai Lama mittels schwarzer Magie zu töten. Der Demo-Regent wurde unter Hausarrest gestellt, sein Vermögen eingezogen und er starb kurz darauf.
Das Kloster hatte so wie Drepung traditionell enge religiöse Verbindungen mit anderen Teilen Chinas und unterstützte 1911–1912 die chinesischen Truppen unter General Zhao Erfeng in Lhasa.
1912 ließ die Regierung des 13. Dalai Lama das Kloster angreifen, seine Organisation auflösen und den Gebäudekomplex weitgehend zerstören. Die wichtigsten Schreine, die verschont blieben, wurden aufgeteilt und den Klöstern Samye und Drepung unterstellt. Anfang der 1920er Jahre richtete die tibetische Regierung ein Post- und Telegrafenamt im ehemaligen Südflügel des Klosters ein.